# La bella Elena
La bella Elena (titolo originale La belle Hélène) è un'operetta francese in tre atti di Jacques Offenbach ed il libretto di Henri Meilhac e Ludovic Halévy. 

## L'opera
La prima assoluta è stata data con successo al Théâtre des Variétés di Parigi il 17 dicembre 1864 con il soprano Hortense Schneider, José Dupuis, Jean-Laurent Kopp, Pierre-Eugène Grenier ed Alexandre Guyon diretti dal compositore.
Attraverso la scena una vicenda mitologica, rappresenta una satira sociale dell'epoca di composizione, in particolar modo dei rapporti di coppia. Il protagonista maschile è Paride (in francese "Pâris") che riesce ad ottenere con l'aiuto degli dei una notte d'amore con la bella Elena di Troia, moglie di Menelao, che proprio per questo affronto scatenerà la guerra di Troia.

## Discografia parziale
- La Belle Hélène - Marc Minkowski/Choeur des Musiciens du Louvre/Les Musiciens Du Louvre-Grenoble/Felicity Lott, 2001 Erato/Warner (andata in scena al Théâtre du Châtelet nel 2000)
- La Belle Hélène - Michel Plasson/Choeur et Orchestre du Capitole de Tolosa/Jessye Norman/John Aler/Charles Burles/Gabriel Bacquier/Colette Alliot-Lugaz/Jacques Loreau/Roger Trentin/Gérard Desroches/Nicole Carreras/Adam Levallier, 1984 EMI

## DVD parziale
- La belle Hélène - Marc Minkowski/Choeur des Musiciens du Louvre/Les Musiciens Du Louvre-Grenoble/Felicity Lott, 2001 Arthaus/Naxos (andata in scena al Théâtre du Châtelet nel 2000)
- La belle Hélène - Jennifer Larmore/Jun-Sang Han/Peter Galliard, Opera di Amburgo 2014 C Major/Naxos
- La belle Hélène - Nikolaus Harnoncourt/Carlos Chausson/Deon van der Walt/Vesselina Kasarova, Opernhaus Zürich, 1997 Arthaus